# Handeloh
Handeloh település Németországban, azon belül Alsó-Szászország tartományban. Lakosainak száma 2521 fő (2023. december 31.). Handeloh Undeloh, Schneverdingen, Welle, Tostedt és Buchholz in der Nordheide községekkel határos.

## Népesség
A település népességének változása:
| Lakosok száma | 2527 | 2488 | 2487 | 2540 | 2582 | 2521 |
|               | 2016 | 2017 | 2019 | 2021 | 2022 | 2023 |